# Bryum lamii
Bryum lamii là một loài rêu trong họ Bryaceae. Loài này được Reimers mô tả khoa học đầu tiên năm 1929.